# Даніель Пачеко
Даніель «Дані» Пачеко Лобарто (ісп. Daniel "Dani" Pacheco Lobato; нар. 5 січня 1991, Піссара, Іспанія) — іспанський футболіст, півзахисник клубу «Аріс» (Лімасол).

## Титули і досягнення
- Найкращий бомбардир Чемпіонат Європи (U-19) (1):  2010